# Aceh Tamiang (huyện)
Huyện Aceh Tamiang là một huyện (kabupaten) thuộc tỉnh Aceh, Indonesia. Huyện lỵ đóng ở Karang Baru. Huyện có diện tích 1939 km2, sân số theo điều tra năm 2000 là 234.611 người.

## Các đơn vị hành chính
Huyện gồm có phó huyện hành chính (kecamatan) sau:
- Banda Mulia
- Bandar Pusaka
- Bendahara
- Karang Baru
- Kejuruan Muda
- Kota Kuala Simpang
- Manyak Payed
- Rantau
- Sekrak
- Seruway
- Tamiang Hulu
- Tenggulun